# Ibrava
A Indústria Brasileira de Veículos Automotores Ltda, mais conhecida pela sigla IBRAVA, foi uma encarroçadora de ônibus brasileira, com sede na cidade de Feliz, no Rio Grande do Sul.
Em fevereiro de 2016, a empresa paralisou temporariamente suas operações, em decorrência da crise econômica nacional, após uma frustrada tentativa de venda de suas operações para o grupo SteelBus, ocorrida em outubro de 2015.

## Histórico
A empresa foi fundada no ano de 2008, com foco na produção de micro-ônibus para transporte coletivo urbano, visando atender especialmente as cooperativas de transporte da capital paulista. Inicialmente, constituída em Nova Petrópolis (Rio Grande do Sul), devido ao volume de pedidos recebidos, a empresa se viu obrigada a migrar para instalações maiores, então em maio de 2009, se estabeleceu nos galpões da antiga Reichert Calçados, na cidade de Feliz, no mesmo estado, iniciando a produção do modelo Brasil MDO 300, também conhecido como a primeira geração do micro-ônibus Apollo.
No ano de 2009, a IBRAVA lançou o modelo Apollo, micro-ônibus urbano, em substituição ao Brasil MDO 300. Também foi lançada a versão trucada, chamada Centauro, que teve apenas uma unidade produzida.
Em 2010, em parceria com a TuttoTrasporti, a IBRAVA lançou seu primeiro ônibus urbano, o Trólebus, movido a energia elétrica, modelo que não obteve sucesso na sua adesão ao sistema de transporte paulistano, através da empresa Himalaia Transportes Ltda, uma das operadoras do sistema de transporte urbano por ônibus elétrico da capital paulista.
Em 2013 foi lançado o modelo Hércules, o primeiro modelo de ônibus médio (também conhecido como midi) da fabricante.
Em outubro de 2013, a IBRAVA assinou protocolo de intenções para a instalação de uma nova unidade fabril, na cidade de Campina Grande, no estado da Paraíba, com expectativa de aporte no valor de R$ 50 milhões e estimativa de produzir três mil carrocerias por ano.
Em fevereiro de 2016, após dissolução de tentativa frustrada de venda de suas operações, a IBRAVA demitiu seus colaboradores e interrompeu suas atividades em carácter temporário, visando aguardar melhora da crise econômica que afeta o Brasil desde 2014.

## Modelos extintos
Micros
- Centauro (2009)
- Apollo (2009-2016)
- Brasil MDO 300 (2008-2009)

Midi
- Hércules (2013-2016)

Urbanos
- Trólebus (2010-2011)